# Ratosnya
Ratosnya (románul Răstolița) falu Romániában, Erdélyben, Maros megyében.

## Fekvése
Ratosnya községközpont a hozzá tartozó falvakkal (Borzia, Galonya, Jód, Andrástelep) a Görgényi- és a Kelemen-havasok lábánál fekszik, felezi a Szászrégen és Maroshévíz közötti távolságot (35 km), valamint a Marosvásárhely–Gyergyószentmiklós (70 km) útvonalat. Ratosnyán, Galonyán, Andrástelkén műút halad keresztül a Maros jobb partján, a bal parton pedig a Marosvásárhely–Brassó vasútvonal, amely érinti Borziatelep és Jód településeket is. Nagyon könnyen, akár autóval is megközelíthető minden település a községben. Az említett települések a Maros valamint a hegyi patakok alkotta völgyekben jöttek létre. A településeket erdővel borított hegyek veszik körül, amelyek széppé, kellemesé tesznek minden, ember által létrehozott létesítményt is.
Szászrégenből Maroshévíz felé haladva (műúton) a községközponthoz tartozó első település Galonya. Teljes egészében a Maros jobb partján fekszik, alig néhány szétszórt házból álló település. Galonya utolsó házait el sem hagyjuk, és máris feltűnnek a Maros bal partján Borzia első házai. Borzia vasútállomással rendelkezik, de a műútról is megközelíthető, a Maroson keresztül vashíd vezet a faluba. Egy kilométert továbbhaladva, a műút bal oldalán egy ideiglenes lakótelep található, amelyet az épülőben levő vízierőmű műhelyei és szolgálati lakásai alkotnak. Nemsokára láthatók az első jódi házak, amelyek a Maros bal partján fekszenek, L alakban elnyúlva a Jód patak völgyében. Maroshévíz felé haladva a völgy egyre jobban összeszűkül, olyannyira, hogy a következő település, Ratosnya községközpont a Maros jobb partján fekszik és T alakban nyúlik a Kelemen-havasok felé, a Ratosnya patak völgyében. Ratosnyához tartozik a következő település, Andrástelke, amely teljes egészében a jobb parton fekszik.

## Története
Ratosnya nevét 1808-ban említette először oklevél Restolcza, majd 1888-ban Ratosnya néven.
A falu erdőmunkások szálláshelyéből kialakult faipari település.
1910-ben 907, többségben magyar lakosa volt, jelentős román kisebbséggel. A trianoni békeszerződésig Maros-Torda vármegye Régeni felső járásához tartozott.

## Lakossága
1992-ben 1588 lakosából 1428 román, 144 magyar, 13 cigány, 2 ukrán, 1 szlovák volt.
Lakossága a jelenben: a községben három nemzetiség található, román 78%, magyar 20%, roma 2%. Borzián és Galonyán hivatalosan magyarok nincsenek, a magyarok 82%-a Jódon, 12%-a Ratosnyán lakik.

## Látnivalók
- A faluban a 18. század végén épített ortodox fatemplom áll. Alaprajza a moldvai fatemplomokkal rokonítja. Belső falfestése és ikonosztáza 1812-ben készült, előbbi rossz állapotban maradt fenn és csak helyenként vehető ki.
- 2005-töl minden évben megrendezett "Maros Völgyi Fesztivál"

## Gazdasági élet
A lakosság megélhetését 90%-ban a fakitermelés és feldolgozás biztosítja, más vállalkozások 10%-ot tesznek ki. A településen több fűrésztelep működik, amelyek kis létszámú munkaerőt igényelnek. A terület mezőgazdaságra nem alkalmas, az állattartás is többnyire saját célokra történik. Nyári időszakban az erdei gyümölcsök begyűjtése biztosít kisebb jövedelmet a családoknak.

## Egyházi élet
A község területén több felekezet él együtt. A román lakosság nagy része ortodox, kis százalékban találunk neoprotestánsokat. A magyar lakosság 80%-a református, 19%-ban római katolikus, 1%-ban más vallású. Önálló lelkészi állást az ortodox és református egyház tart fenn, míg a többi felekezet istentiszteleteire más helyekről jön lelkész. Az ortodox, református, római katolikus egyházaknak saját templomuk van.

## Híres emberek
Itt születtek
- Antalffy Endre irodalomtörténész, műfordító
- Balla Károly író
- Havas Ernő, 1957 és 1971 között a Gondolat Könyvkiadó igazgatója
- Kántor József textilművész